# Dnjepr (rivier)
De Dnjepr (Oekraïens: Дніпро, Dnipro; Russisch: Днепр, Dnepr; Wit-Russisch: Дняпро, Dnjapro) is een 2201 km lange rivier, die in noord-zuidelijke richting dwars door Oost-Europa stroomt.
De rivier ontspringt in de buurt van het dorpje Bocharovo in de Russische Waldajhoogte en stroomt dan door de stad Smolensk. Daarna gaat de rivier Wit-Rusland in. Over een lengte van 115 km vormt de Dnjepr verderop de natuurlijke grens tussen Wit-Rusland en Oekraïne. De laatste 800 km van de rivier door Oekraïne bestaat uit een keten van elkaar opvolgende stuwmeren die worden gebruikt om met behulp van waterkrachtcentrales energie op te wekken. De bekendste dam in de rivier is de Dnjeproges-dam (of: Dniprohes-dam) bij Zaporizja, die in 1932 werd voltooid. Sindsdien is de Dnjepr over vrijwel de volledige lengte bevaarbaar.
De Dnjepr mondt bij Cherson uit in de Dnjepr-liman, die via de Dnjepr-Zuidelijke Boeg-liman na 70 kilometer uitmondt in de Zwarte Zee.
In de oudheid was de Dnjepr bij de Grieken en Romeinen bekend als de Borysthenes, stromend door het land der Alanen of Alani.

## Steden aan de Dnjepr
Van de bron tot de monding:
- Rusland:
  - Dorogoboezj
  - Smolensk
- Wit-Rusland:
  - Orsja
  - Sklou
  - Mahiljow
  - Byhau
  - Rahatsou
  - Zjlobin
  - Retsjitsa
- Oekraïne:
  - Kiev
  - Kaniv
  - Tsjerkasy
  - Krementsjoek
  - Kamjanske
  - Dnipro (voorheen Dnjepropetrovsk)
  - Zaporizja
  - Marhanets
  - Nikopol
  - Enerhodar
  - Nova Kachovka
  - Cherson

## Zijrivieren
In orografische volgorde:
- Droet (r)
- Sozj (l)
- Berezina (r)
- Pripyat (r)
- Irpin (r)
- Desna (l)
- Soela (l)
- Vorskla (l)
- Samara (Dnjepr) (l)
- Ros (r)
- Bazavloek (r)
- Inhoelets (r)
- Konka

## Stuwmeren
In de twintigste eeuw is de Dnjepr in Oekraïne getransformeerd door de aanleg van een opeenvolging van stuwmeren. Op de stuwdammen zijn zes grote waterkrachtcentrales geplaatst. Het zijn van bron naar monding:
- Kiev-stuwmeer (922 km²), met de Kiev-waterkrachtcentrale (440 MW, opgeleverd in 1968)
- Kaniv-stuwmeer (675 km²), met de Kaniv-waterkrachtcentrale (500 MW, opgeleverd in 1975)
- Krementsjoek-stuwmeer (2250 km²), met de Krementsjoek-waterkrachtcentrale (687 MW, opgeleverd in 1960)
- Kamjanske-stuwmeer (567 km²), met de Midden-Dnjepr-waterkrachtcentrale (388 MW, opgeleverd in 1964)
- Dnjepr-stuwmeer (420 km²), met de Dnjepr-waterkrachtcentrale (1563 MW, opgeleverd in 1932)
- Kachovka-stuwmeer (2155 km²), met de Kachovka-waterkrachtcentrale (343 MW, opgeleverd in 1956)

Op 6 juni 2023 werd de Kachovkadam in de Zuid-Oekraïense regio Cherson verwoest en leidt sindsdien tot overstromingen en evacuaties. Oekraïne en Rusland beschuldigen elkaar ervan de belangrijke dam te hebben opgeblazen.

## Voetnoten
1. ↑  Draft Ukraine Recovery Plan. Materials of the 'Energy security' working group, The National Council for the Recovery of Ukraine from the Consequences of the War, juli 2022, p. 18. Gearchiveerd op 1 februari 2023.
2. ↑  Belangrijke stuwdam in Dnjepr verwoest, 'waterstroom onbeheersbaar' - https://nos.nl/l/2477908

- Gemeinsame Normdatei: 4070511-0
- Library of Congress Control Number: sh85038676
- Nationale Bibliotheek van Tsjechië: ge196151
- Nationale Bibliotheek van Israël: 987007557797405171
- Virtual International Authority File: 244547785